# توماس مورلي
توماس مورلي (10 مارس 1863 - 28 أكتوبر 1919) (بالإنجليزية: Thomas Morley)‏ هو لاعب كريكت بريطاني.